# Pantar
Pour les articles homonymes, voir Pantar (homonymie).
Pantar, en indonésien Pulau Pantar, est une des Petites îles de la Sonde située en mer de Savu, en Indonésie. Elle est la deuxième île du kabupaten d'Alor après Alor elle-même.

## Géographie

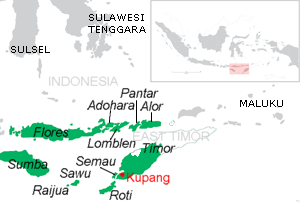
Carte de la province des Petites îles de la Sonde orientales montrant Pantar au centre.

À l'est se trouvent Alor et d'autres îles de l'archipel. À l'ouest, le détroit d'Alor, qui la sépare des îles Solor. Au sud, il y a le détroit d'Ombai et 72 km plus loin, l'île de Timor. Au nord s'étend la mer de Banda. Pantar se situe en mer de Savu et a une longueur de 50 km du nord au sud, sa largeur variant de 11 à 29 km d'ouest en est. La superficie de l'île est de 728 km2.
Administrativement, l'île fait partie du kabupaten d'Alor dans la province des Petites îles de la Sonde orientales. Les villes principales sont Baranusa et Kabir.
Pantar est plutôt plate, à l'exception d'une partie vallonnée dans le sud-est, qui culmine au Puncak Topaki à 1 318 m au-dessus du niveau de la mer. L'île est dominée par un volcan actif, le Sirung. Son climat est sec, avec de fortes pluies pendant la saison des pluies.

## Économie
La principale activité économique est une agriculture de subsistance qui produit du riz, du maïs, du coton et sur le littoral, des noix de coco. Il y a aussi de l'élevage en pâturage et dans les zones côtières, de la pêche en mer profonde. L'artisanat est constitué de tissage (ikat), de sculpture sur bois et de fabrication d'instruments de musique.

## Langues
On parle à Pantar le blagar, le lamma, le nedebang, le tereweng et le tewa, des langues de la famille des langues de Trans-Nouvelle-Guinée, ainsi que deux langues austronésiennes : l'alor, parlé également dans l'île voisine Alor, et le lamaholot, originaire de Florès mais parlé dans une enclave au nord de l'île,.